# Mouvement démocrate patriote - Victoire
Le Mouvement démocrate patriote - Victoire (en grec moderne : Δημοκρατικό Πατριωτικό Κίνημα – Νίκη romanisé : Dimokratikó Patriotikó Kínima – Níki) — souvent appelé simplement Victoire — est un parti politique d'extrême droite grec. Il est fondé en 2019 par l'enseignant Dimítris Natsiós (en).
Le parti adopte une approche hautement ethnocentrique afin de relever le défi démographique, prônant la fermeture des frontières et employant une rhétorique ultranationaliste concernant les valeurs familiales. Il est associé aux clercs de l'église orthodoxe grecque. En outre, le parti promeut des opinions anti-LGBTQ et est impliqué dans la diffusion de la propagande anti-vaccin en plein milieu de la pandémie de Covid-19,. Son chef, Dimítris Natsiós, exprime également son opposition à la légalité des avortements en Grèce.

## Histoire
Le Mouvement démocrate patriote - Victoire est fondé par le professeur d'éducation publique et théologien Dimítris Natsiós le 17 juin 2019 à Thessalonique, à la suite de la signature de l'accord de Prespa et un mois avant les élections législatives de 2019, auxquelles il ne participe pas. Il commence à apparaître dans les sondages d'opinions peu avant les élections législatives de mai 2023,. Lors des élections législatives de juin 2023, il obtient 192 154 voix, soit 3,7 %, et est fait son entrée au Parlement grec avec 10 sièges. Il recueille ses meilleurs résultats dans le nord de la Grèce et plus particulièrement en Macédoine.
Niki reçoit le soutien des monastères du mont Athos et des confréries chrétiennes orthodoxes,, cependant le monastère de Philotheou et le monastère de Karakallou nient publiquement ces rapports,. L'archevêque Hiéronyme II d'Athènes exprime son opposition à l'instrumentalisation de la foi, et le métropolite Anthimos d'Alexandroúpoli fait référence à l'intervention des cercles ecclésiastiques en faveur des partis,.
En ce qui concerne le financement du parti, il est affirmé que le parti a reçu le soutien d'hommes d'affaires et d'armateurs spécifiques, tel que Victor Restis, qui nie cependant toute implication,. Le parti déclare quant à lui que ses revenus proviennent exclusivement des dons de ses membres, et demande un contrôle financier pour tous les partis politiques grecs.

## Idéologie et positions
Le Mouvement démocrate patriote - Victoire est décrit comme un parti qui appartient à l'espace plus large de l'extrême droite avec des croyances orthodoxes extrêmes ,,. Il est souvent décrit comme une entité extrémiste en politique grecque. Selon le manifeste du parti : les anciens politiciens, les responsables gouvernementaux et les francs-maçons ne sont pas acceptés comme membres du parti. Le parti exige également que les personnalités politiques ayant participé à des gouvernements accusés de gaspiller de l'argent public et d'augmenter la dette publique soient tenus responsables devant la justice, ainsi que de limiter leur droit à la réélection. Le parti se réfère à des caractéristiques de la nation grecque qu'il promeut telles que la langue, l'histoire et la tradition, tout en mettant un accent particulier sur l'éducation, en critiquant certains contenus des manuels scolaires et en portant préjudice à la rédaction de nouveaux,,. Il reste fortement opposé à l'avortement et à l'éducation sexuelle. Il maintient une position négative envers la communauté LGBT, le mariage entre personnes de même sexe et l'adoption homoparentale,. Le parti fait également la promotion du mouvement anti-vaccin durant la pandémie de COVID-19,,.
En matière de politique étrangère, le parti rejette complètement l'accord de Prespa. Il maintient une attitude neutre envers les pays tiers, croyant que l'héritage impérial byzantin, le caractère unificateur orthodoxe, peut alimenter un accent international de stabilité et d'équilibre dans la péninsule balkanique. Il reste cependant opposé au soutien de la Grèce à l'Ukraine en ce qui concerne l'invasion par la Russie, préférant plutôt la neutralité. En ce qui concerne les relations entre la Grèce et la Turquie, le parti fait valoir que, puisque la Turquie agit de manière agressive, la Grèce devrait répondre par la force.

## Résultats électoraux

### Élections législatives
| Année   | Voix    | %    | Sièges   | Rang | Gouvernement        |
| ------- | ------- | ---- | -------- | ---- | ------------------- |
| 05/2023 | 172 208 | 2,92 | 0 / 300  | 6e   | Extra-parlementaire |
| 06/2023 | 193 124 | 3,70 | 10 / 300 | 7e   | Opposition          |